# فريدي بندلتون
فريدي بندلتون (بالإنجليزية: Freddie Pendleton)‏ مواليد 5 يناير 1963 في فيلادلفيا، هو ملاكم أمريكي سابق صنّف ضمن فئة الوزن الخفيف. حقق بطولة الاتحاد الدولي للملاكمة.

## إحصائيات
خاض خلال مسيرته 78 نزالا، فاز في 47 وتعادل في 5 وخسر في 26. فاز بالضربة القاضية في 34 نزالا.

## روابط خارجية
- فريدي بندلتون على موقع بوكس ريك (الإنجليزية) (registration required)